# 卡夫里尔斯
卡夫里尔斯，是西班牙加泰罗尼亚巴塞罗那省的一个市镇。总面积7平方公里，总人口7181人（2013年），人口密度1011人/平方公里。